# Александър Жендов
Александър Стефанов Жендов, известен като Александър Стефанов и с псевдонимите Спиридонов, Чичо Слон, Цървен Нане и др., е български художник (график, живописец, шрифтописец) и писател (автор на хумористични и сатирични разкази, фейлетони, репортажи, очерци, критични и публицистични статии).
Като художник работи в областта на политическата карикатура и рисунка, плаката, приложната графика и живописната композиция. Смятан е за един от „бащите“ на българската карикатура.

## Биография
Роден е в София на 26 август 1901 г. С комунистически политически убеждения от ранна възраст. Започва творческата си кариера още като гимназист. За първи път публикува своя карикатура в сп. „Смях и сълзи“ през 1917 г. Следват публикации в други списания и вестници („Българан“, „Червен смях“ и др.). Сетне е редактор на „Поглед“, „Жупел“ и „Фронт на трудово-борческите писатели“. Сътрудничи на всички ляво ориентирани вестници и списания.
Следва живопис в Художествената академия в София (1923 – 1925) в класа на проф. Никола Маринов, а сетне графика и декоративно изкуство в Германия (1925 – 27). През 1930 г. завършва Висшия художествено-технически институт (ВХУТЕИН) в Москва при проф. Владимир Фаворски и проф. Дмитрий Щеренберг. Там сключва брак с латвийската си състудентка Цицилия Густав, но двамата се разделят при връщането му в България, след като по нареждане на Българската комунистическа партия (БКП) прекратява следването си. Густав е арестувана и разстреляна на 8 февруари 1938 г. заедно с други латвийски интелектуалци. От брака си с нея Жендов има дете, което художникът не е виждал. Отгледано е в домове за деца на политически неблагонадеждни в Украйна.
След завръщането си от Москва подкрепя дейността на БКП и е един от създателите и учредителите на Съюза на трудово-борческите писатели.
През 1950 г. Жендов пише писмо до Вълко Червенков срещу администрирането в изкуството, за разочарованието и отдръпването на интелигенцията, задушаването на критиката. В последвалата публична кампания срещу него се включва активно и избраният за секретар на Централния комитет бъдещ диктатор Тодор Живков, който на 19 февруари публикува остро критична статия в официоза „Работническо дело“. По искане на Червенков Жендов си прави публична самокритика, но въпреки това е изключен от БКП и творчеството му е обявено за несъответстващо на държавната политика в изкуството.
Рисува много илюстрации и карикатури по стиховете на Христо Смирненски. В творбите си ясно изразява съчувствието си към бедните и онеправданите.
Освен с фамилното и бащиното си име, Жендов се подписва още с псевдонима „Спиридонов“, а под фейлетоните си – с „Чичо Слон“, „Цървен Нане“ и др.

## Памет
На Александър Жендов е наречена улица в София (Карта).